# アイガー・サンクション
『アイガー・サンクション』（The Eiger Sanction）は、1975年に公開されたアメリカ合衆国の映画。トレヴェニアンの同名の小説を原作にしてクリント・イーストウッドが監督、主演を務めた。山を舞台としたスパイ映画で、数多くの登山シーンがあり、終盤のアイガー北壁に挑むシーンは1936年にアイガーに挑んだ4人の登山家とその顛末に酷似している。

## あらすじ
大学の美術教授ヘムロックは、かつて諜報機関で数多くの暗殺を手掛けた凄腕の殺し屋だったが、殺しに嫌気が差し引退していた。ある日、ヘムロックの元に諜報員のポープから連絡が届き、諜報機関のトップ・ドラゴンに呼び出される。ドラゴンは、「諜報員が殺され極秘情報が盗まれたため、犯人の二人の男を始末して欲しい」と依頼するが、ヘムロックは依頼を断ろうとする。しかし、「闇ルートから買い入れた美術品の情報を税務署に知らせる」と脅されたため、ヘムロックは2万ドルの報酬とコレクションの保証を引き換えに犯人一人の暗殺を引き受け、チューリッヒに向かい犯人を暗殺する。任務を終えたヘムロックは帰国しようとするが、女エージェントのジェマイマに2万ドルと美術品の合法性を示す文書を奪われてしまう。
ジェマイマがドラゴンの命令で派遣されたことを知ったヘムロックは、ドラゴンの元に乗り込み抗議するが、彼は返却と報酬の上乗せを引き換えにもう一人の男の始末を依頼する。ヘムロックは断ろうとするが、殺された諜報員アンリー・パックが自分の命の恩人であり、かつて戦場で自分を裏切ったマイルズが殺害に関与していることを知り、依頼を引き受ける。ドラゴンから、「犯人は片足が不自由な山男で、国際親善の一環としてアイガーに登山する」と聞かされたヘムロックは、友人の登山家ベンの元に向かい、登山に向けてトレーニングを行う。そこにマイルズが現れ、「犯人の情報と引き換えに自分の命を助けて欲しい」と取引を持ちかける。しかし、ヘムロックは女性スタッフのジョージに襲われ、それがマイルズの指示だと知り、マイルズの用心棒を殺して彼を荒野に置き去りにする。
トレーニングを終えたヘムロックはベンと共にスイスに向かい、登山チームと合流する。ベンから「足が不自由な男」の情報を聞いていたヘムロックは、チームのリーダーであるフレイタッグを犯人だと疑い、アイガーへの登山に挑む。ヘムロックを見送りに来たポープはジェマイマに対して、盗まれた極秘情報は偽物だったこと、敵対組織にそれを気付かせないためにヘムロックを呼び戻して「敵対組織への報復」を偽装しようとしていることを語る。ヘムロックの命を蔑ろにするやり方に憤慨したジェマイマは、ポープとドラゴンを非難する。
登山チームは順調にアイガーを登っていくが、途中で斜面が凍結して登山不可能となり下山を決意する。しかし、下山途中で足を踏み外してメンバーが滑落し、ヘムロックを残して全員死んでしまう。宙吊りになったヘムロックの元にベンが現れ助けようとするが、彼が足を引きずっている姿を見たヘムロックは、ベンこそが恩人を殺した犯人だと気付く。ベンは「薬物中毒だった娘ジョージを助けたマイルズに借りを返すために仕事を引き受けたが、君が殺した男が彼を殺した」と語り、自分には殺す意思がなかったことを伝える。ヘムロックはベンを許し、彼と別れてジェマイマとひと時を過ごす。

## 登場人物
ジョナサン・ヘムロック
演 - クリント・イーストウッド
大学の美術教授。元は諜報機関で数多くの暗殺を手掛けた凄腕の殺し屋だったが、殺しに嫌気が差し引退していた。凄腕と呼ばれるだけあり、身体能力は高く、パイプを伝って壁を登る身軽さを持つ。また、駆け引きが上手く、交渉も上手い。講義を受けていた女子生徒のスカートの中に興味を持つなど俗な面もある。世界の絵画を21枚コレクションしているが闇ルートから買い入れた美術品の情報から得たもの。ベンからは「ジョン」と呼ばれている。
ベン・ボウマン
演 - ジョージ・ケネディ
登山家。ヘムロックの友人。
ジェマイマ・ブラウン
演 - ヴォネッタ・マッギー
女エージェント。名前は母方の祖母からもらったもの。ヘムロックから美人と認められる容姿を持つ。仕事のために人を騙すこともあるが相手を不幸にしたり破滅をさせることは絶対に考えず、ヘムロックをだまし、危険な思いをさせたポープとドラゴンを非難したこともある。
マイルズ・メロー
演 - ジャック・キャシディ
かつて戦場でヘムロックを裏切った男であり、ヘムロックの恩人を殺害した人物。
ドラゴン
演 - セイヤー・デイヴィッド
諜報機関のトップ。色素欠乏症を患っている。ヘムロックに仕事を頼む。仕事のために味方をだますこともある。
カール・フレイタッグ
演 - ライナー・ショーン
登山チームのリーダー。
ジョージ
演 - ブレンダ・ヴィーナス
登山スクールの教官。名前は男だがれっきとした女性。
ポープ
演 - グレゴリー・ウォルコット
諜報員。

## キャスト
| 役名                        | 俳優                        | 日本語吹替                            |
| 役名                        | 俳優                        | フジテレビ版                          |
| --------------------------- | --------------------------- | ------------------------------------- |
| ジョナサン・ヘムロック      | クリント・イーストウッド    | 山田康雄                              |
| ベン・ボウマン              | ジョージ・ケネディ          | 若山弦蔵                              |
| ジェマイマ・ブラウン        | ヴォネッタ・マッギー        | 上田みゆき                            |
| マイルズ・メロー            | ジャック・キャシディ        | 小林恭治                              |
| アンナ・モンテーニュ夫人    | ハイディ・ブルール          | 芝田清子                              |
| ドラゴン                    | セイヤー・デイヴィッド      | 矢田稔                                |
| カール・フレイタッグ        | ライナー・ショーン          | 富山敬                                |
| アンドレ・マイヤー          | マイケル・グリム            | 納谷六朗                              |
| ジャン=ポール・モンテーニュ | ジャン=ピエール・ベルナルド | 村越伊知郎                            |
| ジョージ                    | ブレンダ・ヴィーナス        | (台詞なし)                            |
| ポープ                      | グレゴリー・ウォルコット    | 富田耕生                              |
| その他                      |                             | 加藤正之 吉田理保子                   |
|                             |                             |                                       |
| 演出                        |                             | 山田悦司                              |
| 翻訳                        |                             | 山田実                                |
| 調整                        |                             | 山田太平                              |
| 効果                        |                             | PAG                                   |
| 選曲                        |                             | 赤塚不二夫                            |
| 解説                        |                             | 高島忠夫                              |
| 制作                        |                             | グロービジョン                        |
| 初回放送                    |                             | 1978年11月10日 『ゴールデン洋画劇場』 |

※日本語音声は「ユニバーサル思い出の復刻版 ブルーレイ」に収録。

## スタッフ
- 監督：クリント・イーストウッド
- 製作総指揮：デイヴィッド・ブラウン、リチャード・D・ザナック
- 製作：ロバート・デイリー
- 原作：トレヴェニアン
- 脚色：ハル・ドレスナー、ウォーレン・マーフィー、ロッド・ウィテカー
- 撮影：フランク・スタンリー
- 編集：フェリス・ウェブスター
- 音楽：ジョン・ウィリアムズ
- 提供：ユニバーサル・ピクチャーズ、マルパソカンパニー

## 評価
レビュー・アグリゲーターのRotten Tomatoesでは20件のレビューで支持率は70%、平均点は6.40/10となった。Metacriticでは5件のレビューを基に加重平均値が61/100となった。

## その他
- 本作は元々ポール・ニューマン主演で企画されていた。
- イーストウッドはドン・シーゲルに監督を要請したが、断られたので自ら監督することになった[6]。
- CGやスタントを使わず、イーストウッドがすべて実際に登山している。